# Béla I van Hongarije
Béla I (1016 - Moson, 10 september 1063) was koning van Hongarije van 1061 tot 1063 en behoorde tot het huis van Árpád. 
Béla was een zoon van hertog Vazul van Hongarije en van Katun van Bulgarije. Na de mislukte opstand van zijn vader werd hij samen met zijn broers verbannen. Hij woonde eerst in Bohemen en daarna in Polen. Béla vocht in het leger van koning Mieszko II Lambert van Polen en zou een opstand van de Pommeren hebben bedwongen door de aanvoerder van de opstandelingen in een tweegevecht te verslaan. Hij werd in Polen gedoopt met de naam Adalbert en trouwde met een Poolse prinses. Béla steunde zijn zwager Casimir I van Polen om de macht van het Poolse koningshuis te vestigen.
In 1047 werd zijn oudere broer Andreas koning van Hongarije. Béla werd benoemd tot hertog tussen de Morava (Tsjechië) en de Hron. In die functie was hij veldheer tegen Kroatië en Bulgarije. Béla leek de aangewezen troonopvolger maar toen Andreas zijn 5-jarige zoon Salomon tot medekoning kroonde, vluchtte Béla naar Polen. Met een Pools leger wist hij in twee veldslagen Andreas te verslaan, die in 1060 in gevangenschap aan zijn verwondingen bezweek. Diens vrouw wist echter met Salomon en de schatkist naar Duitsland te vluchten. Béla werd koning van Hongarije maar de Duitse regentes Agnes steunde Salomon als tegenkoning.
Toen de landdag in 1061 het herstel van het heidendom eiste, liet hij de landdag door troepen uiteen jagen. Béla hervormde het muntwezen en de economie. In 1063 trok een Duits leger onder Otto I van Northeim naar Hongarije om Salomon op de troon te zetten. Het kwam niet tot een veldslag want Béla raakte zwaargewond toen de baldakijn van zijn troon in zijn paleis in Dömös instortte, en overleed kort daarna. Béla werd begraven in de abdij van Szekszárd die hij in 1061 had gesticht. 
Béla was gehuwd met de Poolse koningsdochter Richezza, dochter van Mieszko II Lambert. Zij hadden volgende kinderen:
- Géza I van Hongarije, koning in 1074-1077
- Lanka, gehuwd met Rostislav van Rostov Veliki
- Sophia (-1095), huwde een eerste maal rond 1062 met Ulrich I van Weimar, markgraaf van Carniola, graaf van Istrië (-1070) en een tweede maal rond 1071 met Magnus van Saksen
- Ladislaus I van Hongarije koning in 1077-1095
- Euphemia (Ludmilla) (-1111), huwde met prins Otto I de Schone van Moravië-Olmütz (-1087)
- Maria, (rond 1053/55-); huwde met Andronicus Dukas, medekeizer van Byzantium, zoon van Constantijn X van Byzantium
- Lampert, hertog van Nitra in 1077-1095
- Helena (Ilona), huwde met de koning van Kroatië Dmitar Zvonimir (1075-1089)

Béla had ook nog een onechte dochter Sophia, getrouwd met graaf Lambert Hont-Pázmány. 